# Ikutarō Kakehashi
Ikutaro Kakehashi ( 梯郁太郎 Kakehashi Ikutaro), né à Osaka le 7 février 1930 et mort le 1er avril 2017, est un ingénieur et fabricant japonais, fondateur de la  marque d'instruments de musique Roland et ATV

## Biographie
Au début des années 1950, Ikutarō Kakehashi ouvre un magasin de vente de radios. Ensuite, il commence à s’intéresser au fonctionnement des orgues électroniques. À 28 ans, il décide de se consacrer à la musique, la première étape d'une recherche permanente sur les instruments de musique électronique. Il a par la suite créé un nouveau prototype de système de sonorisation pour synthétiseurs. 
En 1960, il crée l'entreprise Ace Electronics Industries plus connue sous le nom Ace Tone, qu'il quitte en 1972 pour fonder la marque Roland Corporation.